# キー・マルセロ

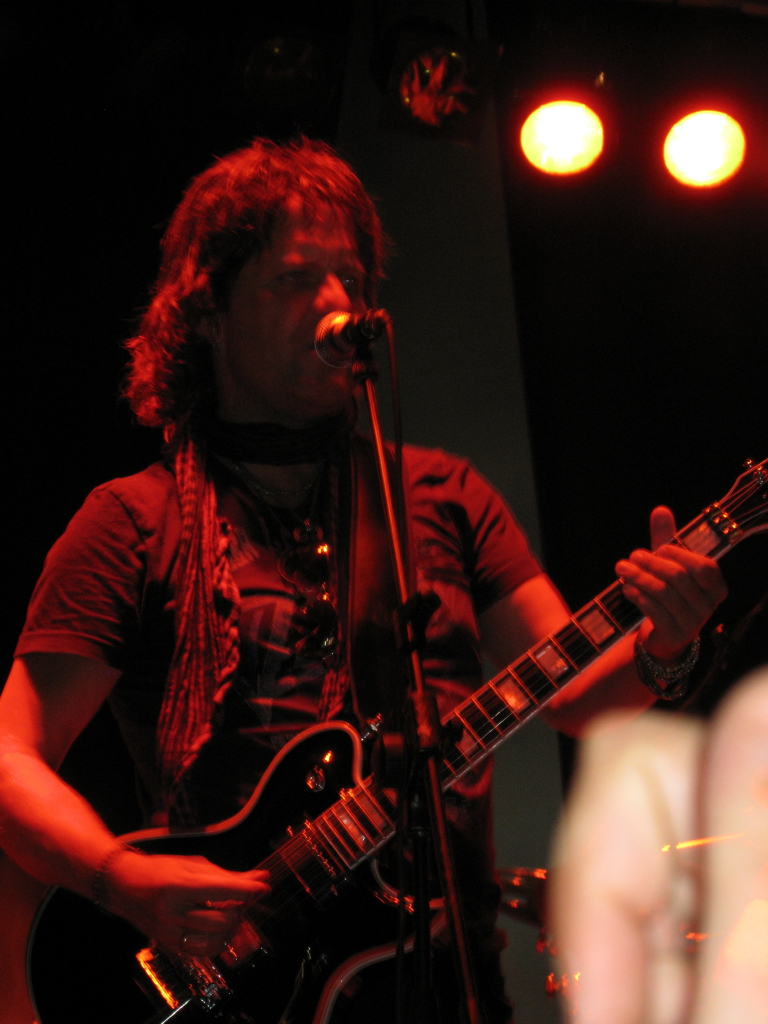
キー・マルセロ

キー・マルセロ（Kee Marcello、本名Kjell Hilding Löfbom、1960年2月20日 - ）は、スウェーデン出身のギタリストである。

## 経歴
スウェーデンのロックバンド、イージー・アクションのギタリストとして活動し、2枚のアルバムをリリース。
1985年には、チャリティー・プロジェクトであるスウェディッシュ・メタル・エイドのシングル"Give A Helping Hand"（作曲はヨーロッパのジョーイ・テンペスト）をプロデュースしている。
その後1986年10月にスウェーデンのハードロックバンド、ヨーロッパ(EUROPE)にジョン・ノーラムの後任として参加し、1992年にバンドが活動停止するまで２枚のアルバムでプレイしたほか、様々なバンドで活動し、いくつかのアーティストのプロデュースも手がけた。
1995年、初のソロアルバム「SHINE ON」をリリース。このアルバムはイーグルスのようなアメリカ西海岸のサウンドに影響を受けている。2003年にはバンドK2を結成し、アルバム「MELON DEMON DIVINE」をリリース。